# Lisnowo-Zamek
Lisnowo-Zamek (do 31.12.2012 Zamek) – osada w Polsce położona na Pojezierzu Chełmińskim w województwie kujawsko-pomorskim, w powiecie grudziądzkim, w gminie Świecie nad Osą.
W latach 1975–1998 miejscowość administracyjnie należała do województwa toruńskiego.

## Zabytki
Według rejestru zabytków NID na listę zabytków wpisany jest zespół pałacowy, nr rej.: A/322/1-4 z 12.05.1987:
- pałac, 2 poł. XIX w.
- park, 1 poł. XIX w.
- rządcówka, 3 ćw. XIX, XIX/XX w.
- ruina grobowca.